# Mpangi Merikani
Mpangi Merikani   (Kinshasa, 4 d'abril de 1967) és un exfutbolista del Zaire de la dècada de 1980 i 1990.
Fou internacional amb la selecció de futbol de Zaire.
Pel que fa a clubs, destacà a Cercle Sportif Imana i Daring Club Motema Pembe, Jomo Cosmos, Rabali Blackpool, Real Rovers i Santos.